# Branko Segota
Branko Segota est un footballeur canadien né le 8 juin 1961. 

## Carrière
- 1979-1980 : Rochester Lancers
- 1981-1983 : Fort Lauderdale Strikers
- 1984 : Golden Bay Earthquakes
- 1984-1990 : San Diego Sockers
- 1991-1992 : St. Louis Storm